# Büdelsdorf
Büdelsdorf (dolnoniem. Büdelsdörp, duń. Bydelstorp) – miasto w Niemczech, w kraju związkowym Szlezwik-Holsztyn, w powiecie Rendsburg-Eckernförde. W 2008 r. liczyło 10 207 mieszkańców.